# Highlander III: The Sorcerer
Highlander III: The Sorcerer är en kanadensisk/fransk/brittisk film från 1994. Filmen är den andra uppföljaren till Highlander (1986).

## Handling
Året är 1994. Efter att ha huggit huvudet av den ende odödlige som återstod, så är Connor MacLeod övertygad om att han har fått Priset - dödligheten som gör honom till en vanlig människa. Men han tror fel.
Vid en arkeologisk utgrävning i Japan kliver magikern Kane upp i solljuset igen efter att ha varit levande begravd i fyrahundra år. Båda blir snart varse om att de är de enda odödliga kvar på Jorden och att bara en får överleva... Ett huvud måste falla!

## Om filmen
Highlander III regisserades av Andrew Morahan. Filmen hade svensk videopremiär den 5 december 1998 under titeln "Highlander: The Magician". Filmen går numera under originaltiteln "Highlander III: The Sorcerer" medan den är mera känd som "Highlander: The Final Dimension" i USA. Filmen är kronologiskt och handlingsmässigt uppföljaren till Highlander från 1986. Efter det svala mottagandet av Highlander II: The Quickening ignorerades densamma och en del av vad som sker i Highlander II motsägs följaktligen i Highlander III. Filmen har senare getts ut i en director's cut.

## Rollista (urval)
- Christopher Lambert - Connor MacLeod / Russell Nash
- Mario Van Peebles - Kane
- Deborah Kara Unger - Alexandra Johnson / Sarah Barrington
- Makoto Iwamatsu - Nakano